# Jan Dzierżysław Tarnowski
Jan Dzierżysław Tarnowski (ur. 11 stycznia 1835 w Horochowie, zm. 11 maja 1894 w Dzikowie) – polski polityk i ziemianin. Jeden z przywódców konserwatystów galicyjskich.

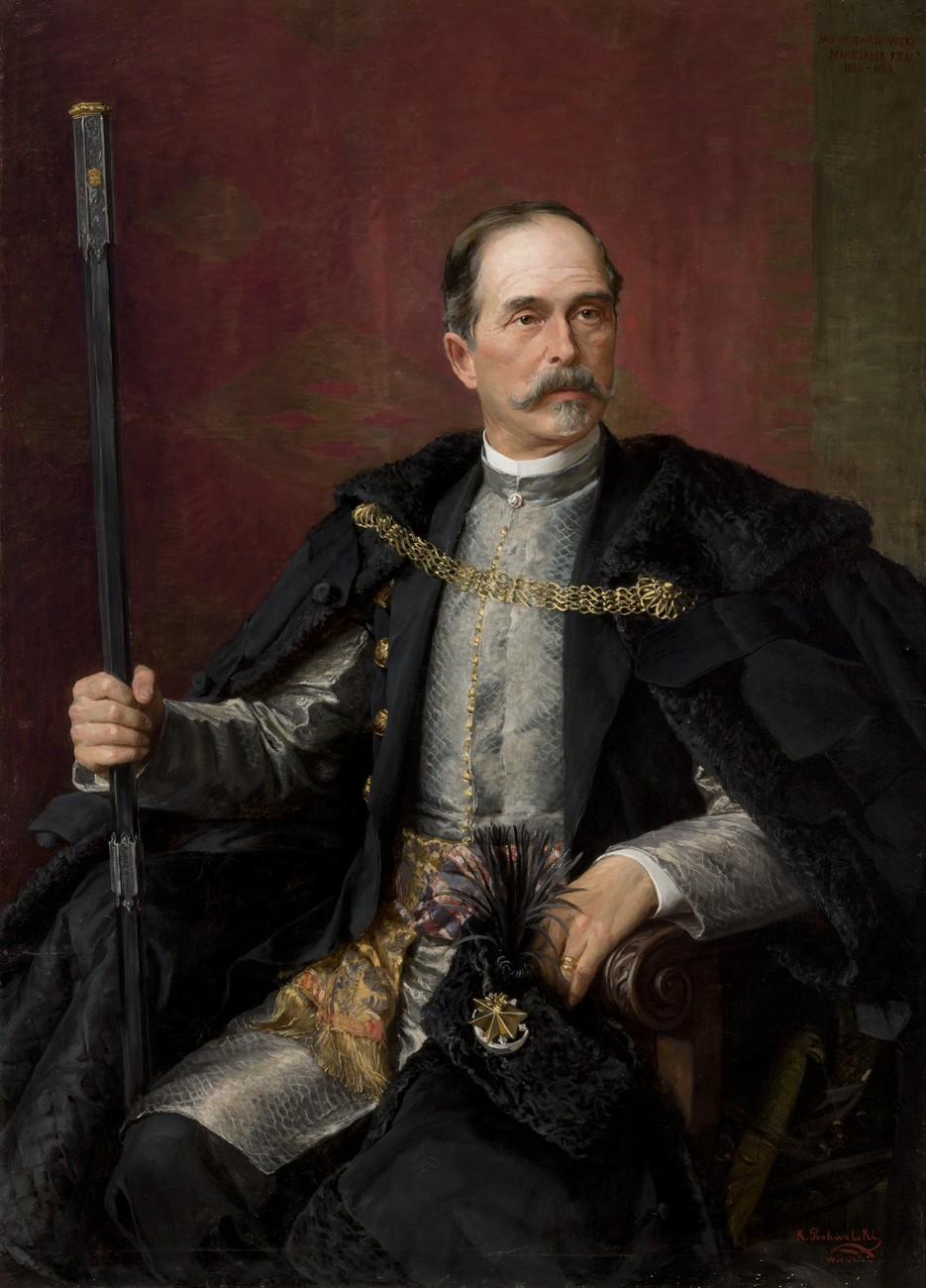
Kazimierz Pochwalski, Portret Jana hr. Tarnowskiego, farba olejna, płótno, wys. 126 cm, szer. 91 cm, nr inw. MNK II-a-525 w zbiorach Muzeum Narodowego w Krakowie.

## Życiorys
W okresie powstania styczniowego 1863 roku członek tajnej Rady Prowincjonalnej Galicji Zachodniej. Z ramienia konserwatystów w latach 1867–1876 i 1881–92 poseł do galicyjskiego sejmu krajowego, którego w latach 1886–1890 był marszałkiem. (Jako marszałek złożył dymisję wraz z namiestnikiem Galicji, którym był w latach 1888–1895 hr. Kazimierz Badeni w proteście przeciw odmowie zgody cesarza Franciszka Józefa na sprowadzenie szczątków doczesnych Adama Mickiewicza do Krakowa, ale nie została ona przyjęta, a cesarz przyzwolenie wyraził.) W latach 1869–1870, 1873–77 i 1879–85 poseł do austriackiej Rady Państwa; od 1881 dożywotni członek Izby Panów; 1867–70 prezes wydziału powiatowego rady powiatowej w Mielcu. W latach 1885–1886 i 1891-1894 był prezesem Towarzystwa Rolniczego Krakowskiego.
Pochowany w krypcie Tarnowskich w kościele oo. Dominikanów w Tarnobrzegu.

## Stosunki rodzinne
Pochodził z rodziny arystokratycznej. Był synem Jana Bogdana Tarnowskiego (1805-1850) i Gabrieli z Małachowskich (1800-1862). Miał rodzeństwo, trzech braci: Stanisława Kostkę (1837-1917), Juliusza Stefana (1840-1863), Kazimierza Kajetana (ur. 1843), oraz pięć sióstr: Mariannę Walerię (ur. 1830), Walerię (1830-1914) żonę Franciszka Mycielskiego, Karolinę (1832-1888) żonę Jana Józefa Tarnowskiego, Gabrielę (ur. 1833), Zofię Marię (ur. 1836), Annę (ur. 1845). Ożenił się w 1861 z Zofią z hr. Zamoyskich (ur. 1836-). Mieli dzieci: Zdzisława Jana (1862-1937), Juliusza (1864-1917), Adama Amora (1866-1946), Zofię (1869-1954), żonę Stanisława Siemieńskiego-Lewickiego.